# Владімір Брабець
Владімір Брабець (чеськ. Vladimír Brabec; 15 травня 1934, Прага — 1 вересня 2017, Нова-Вага під-Плесі) — чеський актор театру та кіно.
Завдяки ролі майора Земана у серіалі «30 випадків майора Земана» (чеськ. «30 případů majora Zemana») багато глядачів вважають, що він був активним комуністом. Його політичне переконання щодо тоталітаризму можна обговорювати лише сьогодні, але залишається фактом те, що він ніколи не входив до Комуністичної партії Чехословаччини.

## Початок творчості
Брабець ще з дитинства був схильний до гри в театрі. Він також співав у дитячому хорі. Відразу після Другої світової війни грав у Празькому театрі для молоді Míly Mellanové — сьогодні Акрополь (в 1946–1948 роках — дитячий театр).

## Навчання
У 1953 році Брабець закінчив театральне відділення при Празькій музичній академії (DAMU) у професорів Мілоса Недбала, Отомара Крейчі та Радована Лукавського. Разом з ним навчалися Петро Ханічик, Властіміл Хашек, Йозеф Зіма та Ян Штепаньков.

## Родина
Владімір Брабець народився в родині Густава Брабеця (1899—1986) — художника з села Шанов біля Раковника та його дружини Анни, уродженої Штисов (1899—1985). Густав Брабець походив з родини, що мала дванадцять дітей. Під час Першої світової війни п'ять його братів і сестер загинули, а сам Густав воював на італійському фронті.
Окрім Владіміра, у них було двоє старших дітей: син Джордж (1924—1980) та дочка Власта (нар.. 1927 р.).
19 квітня 1955 року Владімір Брабець одружився з Надєждою Знамінком (1932—2016). У них народилося двоє дітей. Старший Павло (нар.. 1957 р.) закінчив FAMU і працює режисером. Розлучений, з нинішньою дружиною має сина Яна (нар.. 1993 р.). Молодша донька Хелена (нар.. 1964 р.) працює актрисою. Від першого чоловіка має доньку Анну (нар.. 1984 р.), а з другим чоловіком виховали доньку Лену (нар.. 1991 р.), яка працює художником.
В онуки Анни у Владіміра Брабця є правнуки Себаст'яна (нар.. 2008 р.) та Філіп (нар.. 2011 р.), а в онуки Лєни правнучка Джасмін (нар.. 2013 р.). Загалом у подружжя Брабеців станом на 2014 рік, було двоє дітей, троє онуків і три правнуки.

## Смерть
Наприкінці життя у  Брабця були проблеми зі здоров'ям. У 2015 році він пережив серцевий напад.
А 1 вересня 2017 року він помер у санаторії «На Плеше в Пршбраме» (чеськ. Na Pleši na Příbramsku).

## Творчість

### Театр
Після школи В.Брабєц працював у 1953–1954 рр. в Мосту, а з 1959 року в Національному театрі у Празі. Грав у драмах, як, наприклад, «Ромео і Джульєтта», «Приборкання норовливої» або «Сірано де Бержерак». З Національного театру пішов у відставку в травні 1975 року, коли прямо під час вистави «Сірано де Бержерак» у нього стався серцевий напад. Другий В.Брабєц отримав у вересні 2002 року біля Національного музею).
В. Брабєц став актором кінокомпанії «Кіностудія Баррандов», але не отримав справжньої підтримки глядачів. Тому він знову повернувся на сцену Національного театру, де грав ролі до 1994 року, коли після розбіжностей з керівництвом театру пішов на пенсію. З тих пір він був позаштатним актором. Так, він десять років був актором музичного театру «Карлін» (наприклад, мюзикли «Моя прекрасна леді», «У джазі тільки дівчата (Хто любить по-гарячіше)»,«Звонокоси» або «Ангел з дияволом у тілі»). В останні роки він виступав у мюзиклах празького театру Бродвей граючи у п'єсах «Клеопатра» та «Три мушкетери».

### Фільми
Першу роль у фільмі В. Брабєц зіграв уже в чотирнадцять років у фільмі Гаєра «Хрестова трійка» (чеськ. «Křížová trojka», 1948).
Ще під час навчання він отримав роль молодого юнака у фільмах «Революційний 1848 рік» (1949) і «Велика пригода» (чеськ. «Velké dobrodružství», 1952). Пізніше було зіграно кілька невеликих ролей десантників і солдатів («Візит хмари», «Провини Володимира Олмера», «Нерішучий стрілок», «Дзвінок-будильник», «Втрачений слід» і «Вересневі ночі»).
Жодна роль у фільмах не дали можливості йому розкрити свій акторський талант, як це було на сцені театру. Великих ролей насправді було всього кілька: Франтішек Адам фон Валленштейн у фільмі «Останні троянди від Казанови» (1966), в якому він вступає у суперечку з підступним графом Казановою (Фелікс ле Бре). Після цього В.Брабєц отримав роль самотнього соліста Корди в дитячому фільмі «Капітан Корда» (1970), канцлера імператора Рудольфа II в історичній комедії «Весілля пана Вока» (1970) і герцога Орлеанського у біографічному фільмі «Секрет великого оповідача» (чеськ. «Tajemství velkého vypravěče»). У комедійному жанрі він зіграв, наприклад, як безідейний король в обох творах казки «Щастя з пекла». У фільмах в останній час він грав лише невеликі ролі.

### Телебачення
Більше успіху йому принесло телебачення. Наприклад, у телевізійних постановках «Матроси з Котора», «Винеси на гору свою могилу» (чеськ. «3Vynes na horu svůj hrob») або «Небезпечна людина». Цікава була роль В.Брабєца у постановці «Якщо одного разу я піду» (1985), де він зіграв старіючого чоловіка, який з дітьми використовує свою дружину (Іву Джанджуруву), як покоївку. Тому вона, нарешті, вирішує піти у відставку. Хороша гра також була продемонстрована у постановці «Генерал Ілля» (1995).
Найбільшу популярність, проте, отримав В.Брабєц у мильних операх. Відразу ж після першого інфаркту він отримав роль Яна Земана — поліцейського та комуніста. Нині вже легендарний, але спірний серіал «30 випадків майора Земана» (1974—1979 роки), які принесли йому популярність у багатьох глядачів. Бездоганною була роль розлученого батька Річарда Джокля у серіалі «Моя загальноосвітня школа» (чеськ. «My všichni školou povinní», 1984). Йому довелося знову повернутися до ролі майора Земана у майбутньому фільмі «Майор Земан повертається!», але зйомки фільму не почались.
В.Брабєц також написав велику книгу «Майор Земан — Як я це бачу сьогодні».

### Дубляж
В.Брабєц також досить відомий у Чехії актор дубляжу. Він був голосом багатьох відомих зарубіжних акторів, таких як Джек Леммон («У джазі тільки дівчата (Хто любить погарячіше»), Гаррі Моргана (серіал M*A*S*H), Макса фон Сюдова, Шона Коннері та Ієна Голма (у двох частинах великого фільму «Володар перснів»). Він також озвучував актора Джорджа Бонда Роджера Мура.

## Нагороди
У 1980 році В.Брабєц отримав звання заслуженого артиста, а в 1998 році він отримав премію імені Франтишека Філіпповського за майстерність у дубляжі.